# Valerie Concepcion

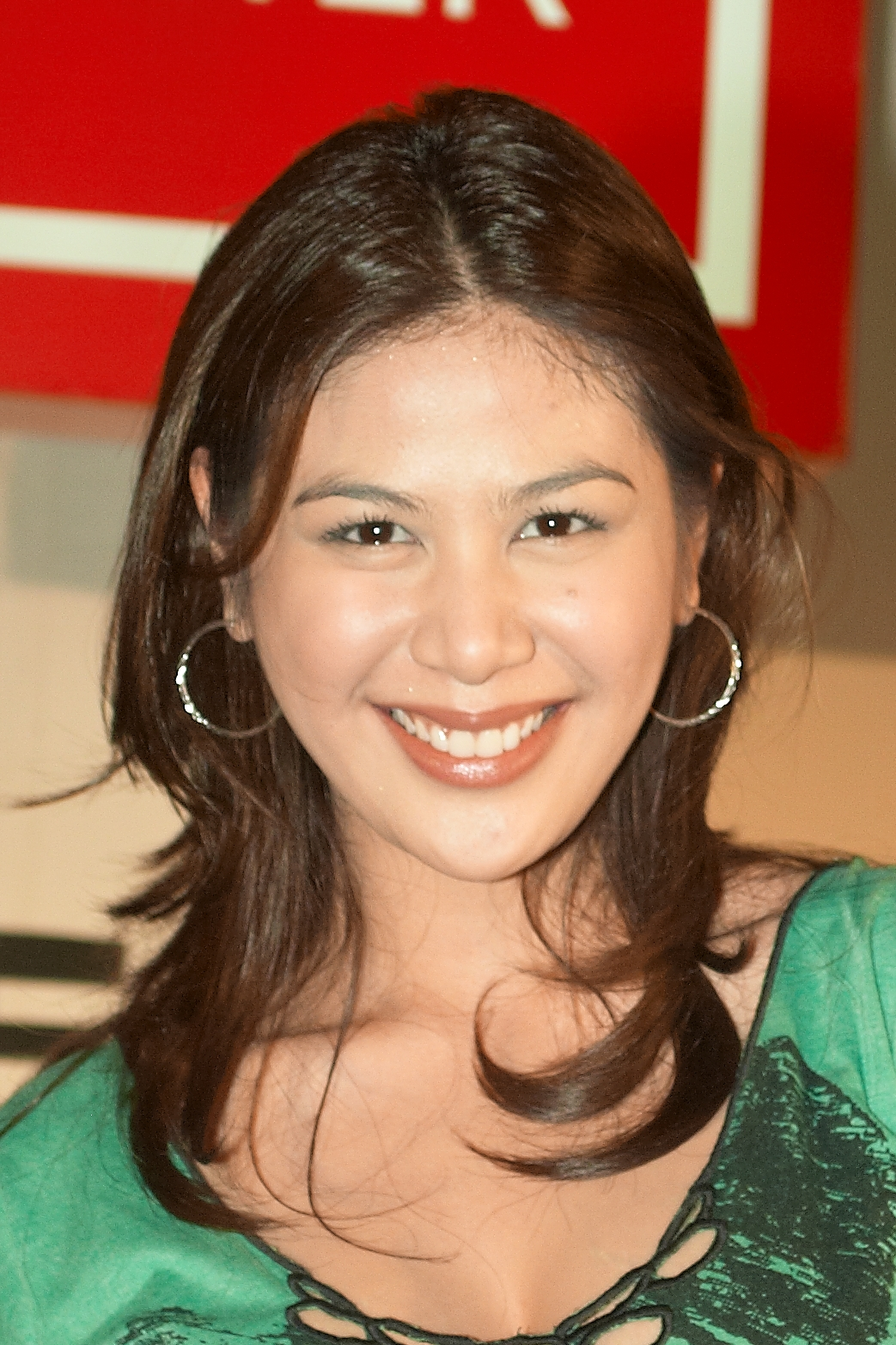
Valerie Concepcion

Valerie Concepcion (* 21. Dezember 1987 in Manila, Philippinen), als Valerie Noroña Galang ist eine philippinische Schauspielerin.

## Filmografie (Auswahl)

### Fernsehserien
- 2002: Ang Iibigin Ay Ikaw
- 2003: Click
- 2003: Bubble Gang
- 2003: Walang Hanggan
- 2004–2006: Love To Love (3 Folgen)
- 2005: Now and Forever (Folge: Mukha)
- 2006: Majika
- 2006: Atlantika
- 2007: Sine Novela (Folge: Sinasamba Kita)
- 2007: Fantastic Man
- 2007: Wowowee
- 2007–2013: Maalaala Mo Kaya (5 Folgen)
- 2008: Love Spell (Folge: Face Shop)
- 2009: The Bud Brothers Series
- 2010: Love Me Again
- 2010: Momay
- 2011: Mga Nagbabagang Bulaklak
- 2011: 100 Days To Heaven
- 2012: E-Boy
- 2013: May Isang Pangarap
- 2013: Dugong Buhay
- 2013: Anna Karenina
- 2013: One Day, Isang Araw (Folge: Gamer Girl)
- 2013: Genesis
- 2013: Annaliza
- 2014: My BFF
- 2015: Once Upon a Kiss
- 2015: Flordeliza
- 2015: Because of You

### Filme
- 2005: Mulawin The Movie
- 2006: Moments of Love
- 2006: Pitong Dalaga
- 2007: Ouija
- 2008: Anak ng Kumander
- 2008: Supahpapalicious
- 2012: Flames of Love
- 2015: Beauty and the Bestie